# اغتصاب زوجي

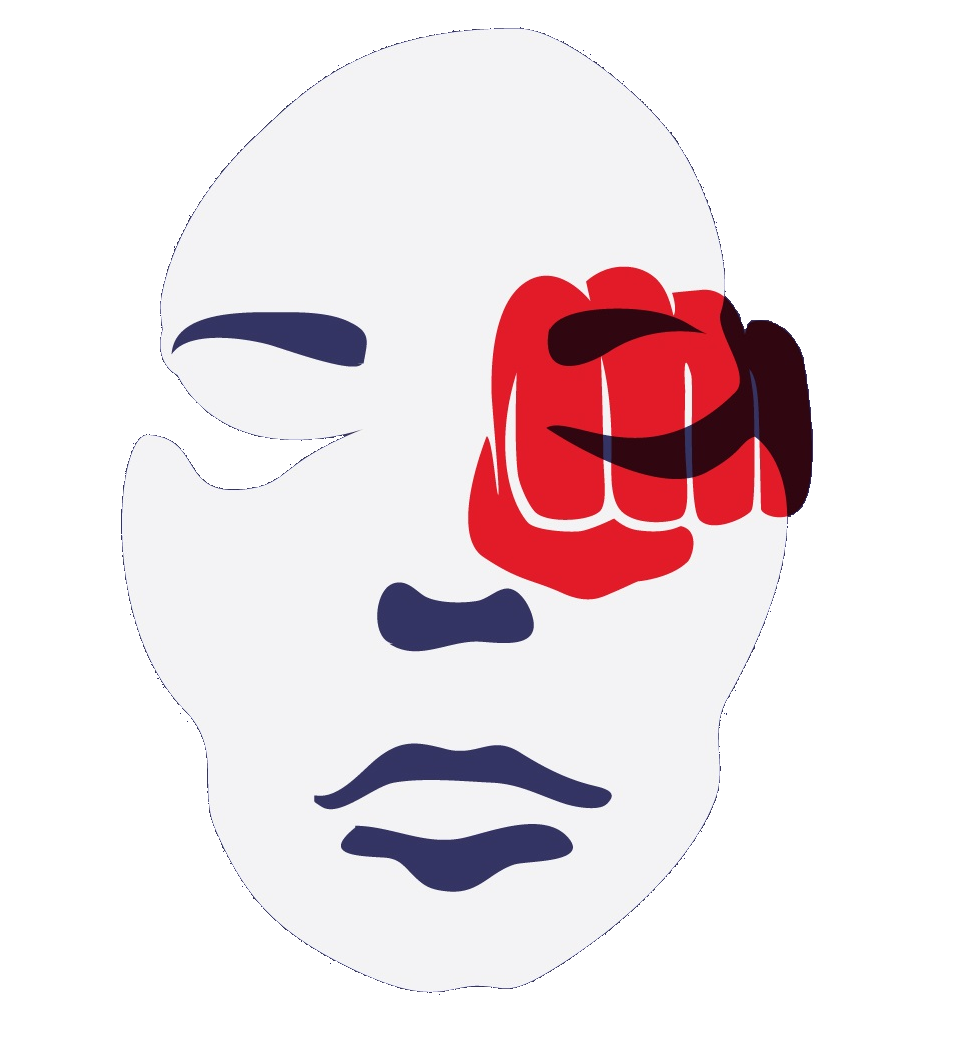
ملصق روسي يحث على التضامن مع النساء اللاتي يتعرضن للإساءة.

الاغتصاب الزوجي هو الجماع الذي يتم بدون موافقة أحد الزوجين وإن نقص الموافقة كافي ليتم اعتباره اغتصاب حتى لو لم يتم استخدام العنف. يُعتبر الاغتصاب الزوجي شكلاً من أشكال العنف المنزلي والاعتداء الجنسي، وعلى الرغم من أن الجماع خلال الزواج كان يعتبر من الناحية التاريخية حقاً للزوجين، إلا أن الانخراط في الفعل دون موافقة أحد الزوجين أصبح الآن معترفاً به وعلى نطاق واسع في القانون والمجتمع على أنه خطأ وجريمة. [وفقًا لِمَن؟]
لقد حظيت قضايا العنف الجنسي والعائلة في إطار الزواج وضمن الأسرة وعلى وجه التحديد قضية العنف ضد المرأة على اهتمام دولي متزايد منذ النصف الثاني للقرن العشرين، ومع ذلك فلا يزال الاغتصاب الزوجي خارج نطاق القانون الجنائي في العديد من البلدان غير قانوني. وبالرغم من وجود القوانين إلا أنه نادراً ما يتم تطبيقها وذلك بسبب وجود عوامل تتراوح بين إحجام السلطات عن متابعة الجريمة وانعدام الدراية التامة لدى الضحايا بأن الجماع في الزواج دون موافقة غير قانوني.
ينتشر الاغتصاب الزوجي بين النساء بشكل أكبر ولكنه ليس محصوراً بهن. يعد الاغتصاب الزوجي شكلاً من أشكال العنف الممارس بشكل مستمر تجاه الضحية وهو جزء من علاقة مسمومة بالكامل. يوجد الاغتصاب الزوجي ضمن شبكة معقدة من حكومات الولايات والممارسات الثقافية والإيديولوجيات المجتمعية التي تجتمع لتؤثر على كل حالة مختلفة بشكل منفصل. يٌعزى الإحجام عن تجريم الاغتصاب الزوجي ومحاكمته إلى الآراء التقليدية حيال الزواج، تفسيرات العقائد الدينية له، الأفكار حول الغريزة الجنسية لكل من الرجل والمرأة والمسلمات الثقافية المتعلقة بإخضاع الزوجة لزوجها والتي ماتزال شائعة في أجزاء عديدة من العالم. بدأ الناس برفض هذه الأفكار والآراء حيال الزواج والغريزة الجنسية في معظم البلدان الغربية خلال ستينات وسبعينات القرن الماضي ولاسيما في الحركة النسوية الثانية مما أدى إلى الاعتراف بحق المرأة في تقرير مصيرها في جميع الأمور المتعلقة بجسدها وسحب الدفاع أو الإعفاء عن الاغتصاب الزوجي.
بسبب أن العلاقة الحميمة أمر خاص بين الزوجين لا يطلع عليه أحد توجد صعوبة في إثبات الإغتصاب الزوجي ويرى كثيرون أنه يتيح الفرصة للزوجات أن تتربص بأزواجهن وتقيم ضدهم بلاغات كيدية. وعلى جانب أخر يرى أخرون أن تجريم الإغتصاب الزوجي سيلزم الزوج بالحصول على إقرار بالموافقة على العلاقة الحميمة كل مرة لحماية نفسه من البلاغات الكيدية وهو أمر غير عملي ويتعارض مع الأسس التي تقوم عليها العلاقة الزوجية. لهذه الأسباب يرفض خبراء قانونيون بينهم نساء تجريم الإغتصاب الزوجي.
يؤيد هذه الإنتقادات الدراسات التى تمت في بعض الدول حول تجريم الإغتصاب بشكل عام حيث تبين في بعض الدراسات أن 1464 حالة من أصل 2753 كانت بلاغات كاذبة وكيدية وهو ما يمثل 53.2% بلاغات كاذبة من نساء لم يتم التعرض لهن. وفي الولايات المتحدة سجن رجل لمدة 16 عام بسبب بلاغ كيدي من أحد النساء ادعت كذبا أنه إغتصبها.
لا وجود في الإسلام لما يسمى بالاغتصاب الزوجي وهو مصطلح دخيل من الثقافة الغربية التي تنظر إليه كأحد أنواع العنف الاسري، في الإسلام الزوجَ مأمور بحسنِ عشرةِ زوجته ويحظر إكراه الزوج زوجته على العلاقة الحميمية. كما ينهى الإسلام عن تفريط أحدُ الزوجين بحق الآخر أو في علاقتهما الخاصة، وينهى عن إلحاقِ أحدِ الزوجين الضررَ بصاحبه سواء أكان الضررُ حِسِّيًّا أم معنويًّا. وفي حال تعذر الاستمرار في الحياة الزوجية فقد شرع الإسلام الطلاق للرجل في مقابل الخلع للمرأة لإنهاء العلاقة الزوجية القائمة على الكره وسوء المعاشرة.

## تاريخ
تاريخيًا، كان يُنظر إلى الاغتصاب في معظم أنحاء العالم على أنه جريمة أو ضرر ناتج عن سرقة ممتلكات الرجل (عادة إما الزوج أو الأب). في هذه الحالة، تعني عبارة (الضرر بالممتلكات) أن الجريمة لم يُعترف بها قانونًا كضرر ضد الضحية نفسها، بل لممتلكات والدها أو زوجها. ولذلك، بحكم التعريف، لا يجوز للزوج أن يغتصب زوجته. وصف السير ماثيو هيل (1609-1676) وجهة النظر القائلة بأنه لا يمكن اتهام الزوج باغتصاب زوجته في كتابه (تاريخ توسلات التاج) الذي نُشر بعد وفاته عام 1736، حيث قال :«لا يمكن أن يكون الزوج مذنبًا بارتكاب جريمة اغتصاب. اغتصاب ارتكبه بنفسه على زوجته الشرعية، لأنه بتراضيهما وعقدهما سلمت الزوجة نفسها لزوجها، وهو ما لا تستطيع التراجع عنه».
أيضًا، اعتمد القانون الأمريكي والإنجليزي حتى القرن العشرين نظام التغطية، وهو مبدأ قانوني يتم بموجبه، عند الزواج، إدراج الحقوق القانونية للمرأة إلى حقوق زوجها. وكان المعنى الضمني هو أنه بمجرد التوحد بالزواج، لم يعد من الممكن اتهام الزوج باغتصاب زوجته، مثلما لا يمكن اتهامه باغتصاب نفسه.
العديد من الولايات القضائية بما في ذلك جميع الولايات الأمريكية الخمسين جرمت الاغتصاب الزوجي بحلول التسعينيات. كان للقانون العام الإنجليزي أيضًا تأثير كبير على العديد من الأنظمة القانونية في العالم من خلال الاستعمار.
تسلط كيرستي يلو، في مقدمة كتابها "فهم الاغتصاب الزوجي في سياق عالمي"، الضوء على المنظور السائد في بعض الثقافات حيث لا تعتبر الموافقة من صلاحيات الزوجة الفردية؛ بل يُنظر إلى الأسر المسؤولة عن ترتيب الزواج على أنها تضمن موافقتها الدائمة. وكانت هذه السيطرة على الحياة الجنسية للزوجة مجرد جانب واحد من السلطة الأوسع التي يتمتع بها الرجال على مختلف جوانب حياتها. كما انعكست سيطرة الزوج على جسد زوجته في الطريقة التي تم بها تلفيق قضايا الزنا بين الزوجة ورجل آخر. على سبيل المثال، في عام 1707، وصف رئيس المحكمة العليا الإنجليزي، جون هولت، الرجل الذي يقيم علاقات جنسية مع زوجة رجل آخر بأنه "أعلى انتهاك للملكية". ونتيجة لذلك، يوجد في العديد من الثقافات خلط بين جريمتي الاغتصاب والزنا، حيث يُنظر إلى كليهما ويفسران على أنهما انتهاك لحقوق الزوج. ولذلك، كان يُنظر إلى الاغتصاب الزوجي على أنه جريمة ملكية ضد الزوج وليس انتهاكًا لحق المرأة الأصيل في تقرير المصير.

## الزواج بعد الاغتصاب
اتخذ الزواج بعد اغتصاب امرأة غير متزوجة تاريخياً وفي العديد من الثقافات على أنه «حل للاغتصاب» أي «زواج تعويضي». على الرغم من أنه غالباً ما يتم ربط القوانين التي تبرئ الجاني إذا تزوج ضحيته بالشرق الأوسط إلا أن هذه القوانين كانت شائعة في العديد من بلدان العالم حتى النصف الثاني من القرن العشرين. على سبيل المثال هناك 14 بلد من أمريكا اللاتينية طُبق فبها هذا القانون حتى أواخر عام 1997 وقد ألغيت الآن في معظمها.
في حين أنه هناك الكثير من الأسباب التي تجعل ضحايا الاغتصاب الزوجي يحافظن على زيجاتهن إلا أن أحد أهم الأسباب هو أنه قد يكون من الصعب عليهن الحصول على الطلاق أو أن هذا الطلاق سيوصمهن بالعار. أحد أهم العوائق أيضاً هو العار والشعور بالذنب الذي يعتري الضحايا حيال الاغتصاب الزوجي أو المحرمات العامة حول الجنس.

## الأضرار النفسية والجسدية
غالبًا ما يرتبط الاغتصاب من قبل الزوج أو الشريك أو الشريك السابق بالعنف الجسدي. وجدت دراسة أجريت في تسع دول داخل الاتحاد الأوروبي أن الشركاء الحاليين أو السابقين كانوا مرتكبي حوالي 25% من جميع الاعتداءات الجنسية، وأن العنف كان أكثر شيوعًا في الاعتداءات التي يرتكبها الشركاء السابقون مقارنة بالاعتداءات التي يقوم بها الغرباء أو المعارف الجدد.
إن إسناد آثار الاغتصاب الزوجي في البحث هو معضلة بحد ذاتها لأنه يستحيل إيجاد عينة كبيرة بما يكفي لدراسة الأزواج الذين تعرضوا للاغتصاب الزوجي ولكنهم لم يتعرضوا للعنف الجسدي.
في حين أن الاغتصاب من قبل شخص غريب هو أمر مؤلم للغاية إلا أنه يحدث لمرة واحدة ويُفهم بوضوح على أنه اغتصاب بينما في حالة الاغتصاب من قبل الزوج أو من قبل شريك في علاقة طويلة الأمد فإن تاريخ العلاقة يؤثر على ردود أفعال الضحايا كما أنه هناك بحث يؤكد بأن الاغتصاب الزوجي يسبب أذى نفسي وعاطفي أكبر من الأذى الذي يسببه الاغتصاب من قبل شخص غريب.
علاوةً على ذلك فإن الاغتصاب الزوجي نادراً ما يحدث لمرة واحدة إذ أنه غالباً ما يتكرر أو يكون متواتر الحدوث وعلى جميع الأحوال فإنه سواء أجرى لمرة واحدة أو كان جزء من نمط راسخ من العنف المنزلي ستكون الصدمة الناجمة عنه ذات عواقب خطيرة على المدى البعيد بغض النظر عما إن تمت مقاضاة الجاني أم لا.

## القانون
لا يوجد نص واضح في القانون يجرم الاغتصاب الزوجي لأن المادة 503 من قانون العقوبات تقول «ان من اكره غير زوجه بالعنف والتهديد على الجماع عوقب بالاشغال الشاقة خمس سنوات على الاقل ولا تنقص العقوبة عن سبع سنوات إذا كان المعتدى عليه تحت سن الـ15 عاما». وهناك المادة 504 التي تقول: «يعاقب بالاشغال الشاقة الموقتة من جامع شخصاً غير زوجه لا يستطيع المقاومة بسبب نقص جسدي أو نفسي أو بسبب ما استعمل نحوه من ضروب الخداع». وتستثني هاتين المادتين اللتين وضعهما المشترع في الاربعنيات من القرن الماضي الزوجة.
أما في الدول العربية الأخرى كسلطنة عُمان فإن الاغتصاب الزوجي غير معاقب عليه حيث لم ينص المشرع على حالة الاغتصاب الزوجي.

## نظرة الإسلام وعلماءه
يعتبر مصطلح الإغتصاب الزوجي مفهوم غربي دخيل على المجتمع الإسلامي حيث أن النصوص من القرآن الكريم والسنة النبوية واضحة في تقرير حق الزوج في الإستمتاع بزوجته. فالإسلام يحث الزوجة على طاعة زوجها والصبر وتمكينه من الإستمتاع إذا أراد ذلك مع قدرتها عليه. كما يحث الإسلام أيضا الزوج على مراعاة ظروف زوجته النفسية وأن يعاشرها بالمعروف عملا بقول الله (وعاشروهن بالعروف).

### أحاديث نبوية
توجد أحاديث نبوية كثيرة تأمر الزوجة بطاعة الزوج وبتمكين زوجها من الاستمتاع وأن لا تمتنع بدون عذر ومنها:
قول رسول الله ﷺ: «إِذَا دَعَا الرَّجُلُ امْرَأَتَهُ إلى فِرَاشِهِ فأبَتْ فَبَاتَ غَضْبَانَ عَلَيْهَا لَعَنَتْهَا المَلَائِكَةُ حتَّى تُصْبِحَ.»
وقول رسول الله ﷺ: «لو كنتُ آمُرُ أحَدًا أنْ يَسجُدَ لأحَدٍ، لأمَرتُ المرأةَ أنْ تَسجُدَ لزَوجِها، ولا تُؤدِّي المرأةُ حَقَّ اللهِ عزَّ وجلَّ عليها كلَّه، حتى تُؤدِّيَ حَقَّ زَوجِها عليها كلَّه، حتى لو سَأَلَها نَفْسَها وهي على ظَهرِ قَتَبٍ لأعطَتْه إيَّاه.» 
وقول رسول الله ﷺ: «إذا صلَّتِ المرأةُ خَمْسَها ، و صامَت شهرَها ، و حصَّنَتْ فرجَها ، وأطاعَت زوجَها ، قيلَ لها : ادخُلي الجنَّةَ مِن أيِّ أبوابِ الجنَّةِ شِئتِ»
وقول رسول الله ﷺ: «لاَ تؤذي امرأةٌ زوجَها في الدُّنيا ، إلاَّ قالت زوجتُهُ منَ الحورِ العينِ لاَ تؤذيهِ قاتلَكِ اللَّهُ فإنَّما هوَ عندَكِ دخيلٌ يوشِكُ أن يفارقَكِ إلينا»

## أراء العلماء المعاصرين
يختلف العلماء حول إجبار الزوجة على الجماع. فبخصوص ‌إجبارها ‌على ‌الجماع أو أي نوع من الاستمتاع المشروع، فليس في النصوص الشرعية ما يشير إليه، فحكمه حكم المسكوت عنه، وما سكت عنه الشرع فهو عفو. فقد أباح بعض العلماء على هذا الأساس الإجبار على الجماع فيجوز له إكراهها على ذلك؛ لأنه إذا جاز له أن يضربها ضرباً غير مبرح عند نشوزها بهجر فراشه، فيسوغ له من باب أولى أن يُكرهَها على الجماع بلا ضرب.
بينما يرى علماء أخرين أنه من سوء المعاشرة فلا يجوز عندهم للزوج أن يجبر زوجته على الفراش. ويؤيد هذا الرأي في القرآن الكريم قول الله تعالى: ﴿وَعَاشِرُوهُنَّ بِالْمَعْرُوفِ﴾ [النساء:19]
يوسف البدري
يرفض الشيخ يوسف البدري عضو المجلس الأعلى للشؤون الإسلامية أي تدخل قانوني من خلال ما يسمى الاغتصاب الزوجي، لأن المرأة بنظره مأمورة شرعًا بطاعة زوجها وإلا فمصيرها النار، فطاعة الزوج واجبة طالما أنه لم يأمرها بمعصية، وبالتالي فإن تفكير الزوجة في تقديم شكوى للقاضي، لأنها لا تريد معاشرة زوجها أمر مرفوض، ولها أن تطلب الخلع لأنها تكرهه مثلاً وتتنازل له عن المهر.
محمد عبد المنعم البري
يرى الدكتور محمد عبد المنعم البري الأستاذ في كلية الدعوة ورئيس جبهة علماء الأزهر أن مصطلح الاغتصاب الزوجي هو مصطلح دخيل على الإسلام، وهو من نتاج القوانين الغربية التي تريد التغلغل في المجتمعات المسلمة لمعاقبة الزوج بالسجن أو الغرامة بحجة اغتصاب زوجته أو معاشرتها بغير رضاها، وأن هذه العقوبات مستمدة من الاتفاقات الدولية الخاصة بالمرأة وشعارات تحرير المرأة وتمكينها من خلال ما يعرف بالإعلان العالمي للقضاء على العنف ضد النساء، ومنها الاغتصاب في إطار العلاقة الزوجية.
وعما يجب على الزوجة فعله، إذا كان زوجها يعاشرها بعنف وفي أي وقت، دون مراعاة مشاعرها قال البري: «عليها أن تنصحه وتصبر عليه وتحاول الصلح معه، محافظةً على أسرتها وأسرارها، فقال تعالى:﴿وَإِنِ امْرَأَةٌ خَافَتْ مِنْ بَعْلِهَا نُشُوزًا أَوْ إِعْرَاضًا فَلَا جُنَاحَ عَلَيْهِمَا أَنْ يُصْلِحَا بَيْنَهُمَا صُلْحًا وَالصُّلْحُ خَيْرٌ وَأُحْضِرَتِ الْأَنْفُسُ الشُّحَّ وَإِنْ تُحْسِنُوا وَتَتَّقُوا فَإِنَّ اللَّهَ كَانَ بِمَا تَعْمَلُونَ خَبِيرًا ۝١٢٨﴾ سورة النساء الآية 128.
لكن إذا لم يكن للزوجة عذر لرفض لقاء زوجها، فيجب عليها طاعته، كما جاء عن أَبي عليٍّ طَلْق بن عليٍّ: أَنَّ رسولَ اللَّه ﷺ قَالَ: إِذَا دَعَا الرَّجُلُ زَوْجتَهُ لِحَاجتِهِ فَلْتَأْتِهِ وإِنْ كَانَتْ عَلَى التَّنُّور رواه الترمذي والنسائي، وَقالَ الترمذي: حديثٌ حسنٌ صحيحٌ. وفي الوقت نفسه طالب البري من الزوج بأن يرحم زوجته، ويراعي الظروف الاستثنائية التي قد تمر بها.
سعاد صالح
الدكتورة سعاد صالح العميد الأسبق لكلية الدراسات الإسلامية في جامعة الأزهر تقول: «الإسلام اعتبر أن العلاقة الجنسية للرجل مع زوجته من باب العبادة التي يثاب الطرفان فيها، لأن كلاً منهما ساعد على عفة صاحبه من الانحراف. لكن للأسف فإن بعض الفقهاء وصفوا العلاقة الزوجية بصورة خاطئة، باعتبارها عقد استمتاع من الرجل بالمرأة، وحللوا وفق ذلك أن يستمتع بها دون النظر لاحتياجاتها النفسية، واستدلّوا على ذلك بأحاديث نبوية جعلوها سيفًا مسلطًا على رقاب الزوجات دون فهم أو تقدير لحالة الزوجة المزاجية أو الصحية، وغيرها من الظروف التي تتعرض لها النساء»
تؤيد الدكتورة سعاد صالح استخدام مصطلح «الاغتصاب الزوجي» لمن يسيئون إلى زوجاتهم في الفراش، أو لا يراعون حالتهن النفسية فتقول في هذا الصدد: «أن الرجل إذا عامل زوجته في الفراش بطريقة سيئة ولا تتفق مع آدميتها وكرامتها، فإنه يكون مغتصباً لها، ويحق لها أن ترفع أمرها إلى القضاء لطلب التطليق أو الخلع، لقول رسول الله، صلى الله عليه وسلم: «لا ضرر ولا ضرار»». كما طالبت بإعادة النظر في المسائل الفقهية التي تتناول المسائل الزوجية والتي جعلت بعض الفقهاء يقولون إن المرأة تستحق دخول النار إذا لم تفعل ما يدعوها إليه الرجل، مستشهدة بحديث النبي محمد الذي يقول: «بم يضرب أحدكم امرأته ضرب الفحل، ثم لعله يعانقها». أي كيف يضرب أحدكم زوجته ويعاملها بقسوة واهانة وهو بحكم العلاقة التي تربطهما لا يلبث أن يعانقها.
عبلة الكحلاوي
تقول الدكتورة عبلة الكحلاوي العميد السابق لكلية الدراسات الإسلامية في جامعة الأزهر أن الجماع يعد جزءاً من الزواج وليس كل الزواج، الذي يجب أن تحيط به الرحمة والمودة التي تؤدي إلى السكينة النفسية، لقوله تعالى: ﴿وَمِنْ آيَاتِهِ أَنْ خَلَقَ لَكُمْ مِنْ أَنْفُسِكُمْ أَزْوَاجًا لِتَسْكُنُوا إِلَيْهَا وَجَعَلَ بَيْنَكُمْ مَوَدَّةً وَرَحْمَةً إِنَّ فِي ذَلِكَ لَآيَاتٍ لِقَوْمٍ يَتَفَكَّرُونَ ۝٢١﴾ سورة الروم الآية 21.
وأشارت إلى أن الزوج الذي يستخدم العنف مع زوجته أثناء المعاشرة أو من لا يراعي حالتها النفسية، مخالف لتعاليم الشرع ووصايا النبي محمد الذي يقول: «لا يقعن أحدكم على امرأته كما تقع البهيمة، وليكن بينهما رسول، قيل: وما الرسول يا رسول الله؟ قال: القبلة والكلام».
واعترضت الدكتورة عبلة على سنّ قوانين لسجن الزوج على معاشرة زوجته رغماً عنها، لأن هذا سيؤدي إلى زيادة المشكلات وانهيار الأسر وإفشاء الأسرار في المحاكم، والأفضل أن نُعلِّم الأزواج الآداب الإسلامية في الجماع، ومراعاة نفسية الزوجة وتعبها، ليكون كما قال النبي محمد: «خيركم خيركم لأهله وأنا خيركم لأهلي».
علي جمعة
يرى الدكتور علي جمعة أن «الاغتصاب الزوجي» عند فقهاء المسلمين هو طلب الرجل مواقعة زوجته وهي حائض أو بطريقة شاذة أو أثناء فرض الصيام، وقد حرم الله سبحانه وتعالى هذا، وأعطى المرأة الحق في أن تمتنع عن زوجها في ذلك، مستدلاً بقوله تعالى:﴿وَيَسْأَلُونَكَ عَنِ الْمَحِيضِ قُلْ هُوَ أَذًى فَاعْتَزِلُوا النِّسَاءَ فِي الْمَحِيضِ وَلَا تَقْرَبُوهُنَّ حَتَّى يَطْهُرْنَ فَإِذَا تَطَهَّرْنَ فَأْتُوهُنَّ مِنْ حَيْثُ أَمَرَكُمُ اللَّهُ إِنَّ اللَّهَ يُحِبُّ التَّوَّابِينَ وَيُحِبُّ الْمُتَطَهِّرِينَ ۝٢٢٢﴾ سورة البقرة الآية 222.
وأضاف أنه إذا استعمل الزوج القوة لمعاشرة زوجته في الحالات السابقة فهو آثم شرعاً، ولها المطالبة بمعاقبته عند القاضي. كما أن للمرأة أن تمتنع عن زوجها إذا أصيب بمرض مُعدٍ، أو استعمل العنف المؤذي لجسدها في أثناء الممارسة الجنسية.
مبروك عطية
يرى الدكتور مبروك عطية الأستاذ في جامعة الأزهر، أن الملاطفة والمداعبة يجب أن تسبق المباشرة الزوجية حتى يتحقق الانسجام والتجاوب بين الزوجين وذلك استنادا على الآية القرآنية: ﴿نِسَاؤُكُمْ حَرْثٌ لَكُمْ فَأْتُوا حَرْثَكُمْ أَنَّى شِئْتُمْ وَقَدِّمُوا لِأَنْفُسِكُمْ وَاتَّقُوا اللَّهَ وَاعْلَمُوا أَنَّكُمْ مُلَاقُوهُ وَبَشِّرِ الْمُؤْمِنِينَ ۝٢٢٣﴾ [البقرة:223] كما يرى أن حل المشكلات بين الزوجين يجب أن يكون بعيدًا عن ساحات المحاكم».
كما أوضح الدكتور مبروك أن الإسلام لا ينظر إلى الزوج على أساس أنه حيوان، لا يستطيع أن يصبر ويكتم شهوته الجنسية حتى تصبح المرأة مهيأة للمعاشرة، ويرغمها عليها دون حب واستعداد نفسي من الطرفين. والأفضل أن تكون المبادرة من الزوج بلطف وحب وحنان، لأن المرأة المحبة لزوجها كائن رقيق لا تستطيع هي نفسها مقاومة ندائه لها، وإذا كانت غير راغبة الآن أو لا تشعر بالرغبة حالياً فإن اعتذاراً لطيفاً يكفي ليحس الزوج بمشاعرها دون غضب، بل إنه قد يحاول مداعبتها والتخفيف عنها. والزوج مع مرور الوقت يعرف الأوقات المناسبة التي تكون زوجته فيها جاهزة للحب، أما الأحاديث النبوية في هذا الشأن فهي ليست لإجبار المرأة على طاعة زوجها إلى الفراش، حتى وإن كانت في حالة نفسية تكون فيها غير مهيأة للجماع، وإنما تتحدث عن رفض المرأة لدعوة زوجها لها للجماع دون عذر.
عبد الله النجار
يقول الدكتور عبد الله النجارعضو مجمع البحوث الإسلامية للتأهيل النفسي والاجتماعي أن المرأة ليست آلة ويجب احترام مشاعرها، ونبه على الأزواج ضرورة ألا يكونوا ممن وصفهم النبي محمد بالعجز في الرجال ومنها المعاشرة دون اللعب، فقال «ثلاث من العجز في الرجل، الأول: أن يلقى من يحب معرفته فيفارقه قبل أن يعلم اسمه ونسبه، والثاني: أن يكرمه أحد فيرد عليه كرامته. والثالث: أن يقارب الرجل جاريته أو زوجته فيصيبها قبل أن يحدثها ويؤانسها ويضاجعها فيقضي حاجته منها قبل أن تقضي حاجتها منه».
كما يجب على الأزواج والزوجات من وجه نظره أن يتعاملوا مع بعضهم في إطار الشريعة، وليس من خلال استدعاء الشرطة أو الوقوف في ساحات المحاكم، إلا إذا وصلوا إلى طريق مسدود. وفي الوقت نفسه لابد من تغيير ثقافة المجتمع إلى الأفضل من حيث احترام مشاعر المرأة، لأنها ليست مجرد آلة ميكانيكية لا تتعب ولا يصيبها الإرهاق أو التعب النفسي والجسدي، مما يجعلها غير مهيأة نفسياً وجسدياً أحياناً للمعاشرة الجنسية. كما شدد على دور فقهاء المسلمين في أن يوجبوا على الزوج أن يراعي شعور زوجته، فقد تكون مضطرة للامتناع عن العلاقة الحميمة لأسباب قد تكون نفسية أو الإرهاق، فهي إنسان مثله تماماً لها غرائزها وشعورها وأحاسيسها. ورفض سجن الزوج الذي لا يجيد التعامل مع زوجته في العلاقة الحميمة، أو يعاشرها رغماً عنها، لأن الطريق الشرعي لذلك هو طلبها الطلاق أو الخلع إذا لم تستطع أن تتوافق معه.
مراجع شيعية
في عام 2007 أصدر المرجع الإسلامي الشيعي محمد حسين فضل الله بياناً شرعياً أفتى بموجبه أن "باستطاعة المرأة أن ترد عنف الرجل الجسدي الذي يستهدفها بعنف مضاد من باب الدفاع عن النفس"، ودعا إلى رفع العنف عنها، "سواء أكان عنفاً جسدياً أو اجتماعياً أو نفسياً أو تربوياً أو داخل البيت الزوجي"، فقد اوضح القاضي في المحكمة الشرعية الشيخ زكريا غندور انه حتى الشتيمة تدخل في اسباب طلب الطلاق امام القاضي. "يعتبر الزوج مسؤول في أي شتيمة أو ايذاء مادي أو معنوي. حتى المعاشرة لها اصولها في الدين الإسلامي. نرفض الاغتصاب الزوجي أو ايذاء المرأة وان يصبح الرجل حيواناً مفترساً. فالمرأة هي سكن للرجل والبيت، اما ان يعيش الرجل التسلط والإرهاب والرعب، فهذا عمل غير إنساني وغير مقبول بكل جوانبه، وكل الشرائع ترفضه. المعاشرة حق للزوج والزوجة، إذا هي رفضت المعاشرة له الحق بالطلاق والعكس صحيح، انما لا يحق للرجل ارغام المرأة على شيء لا تريده.[بحاجة لمصدر]